# Sveriges ambassad i New Delhi
Sveriges ambassad i New Delhi är Sveriges diplomatiska beskickning i Indien, belägen i New Delhi. 

## Beskickningschefer

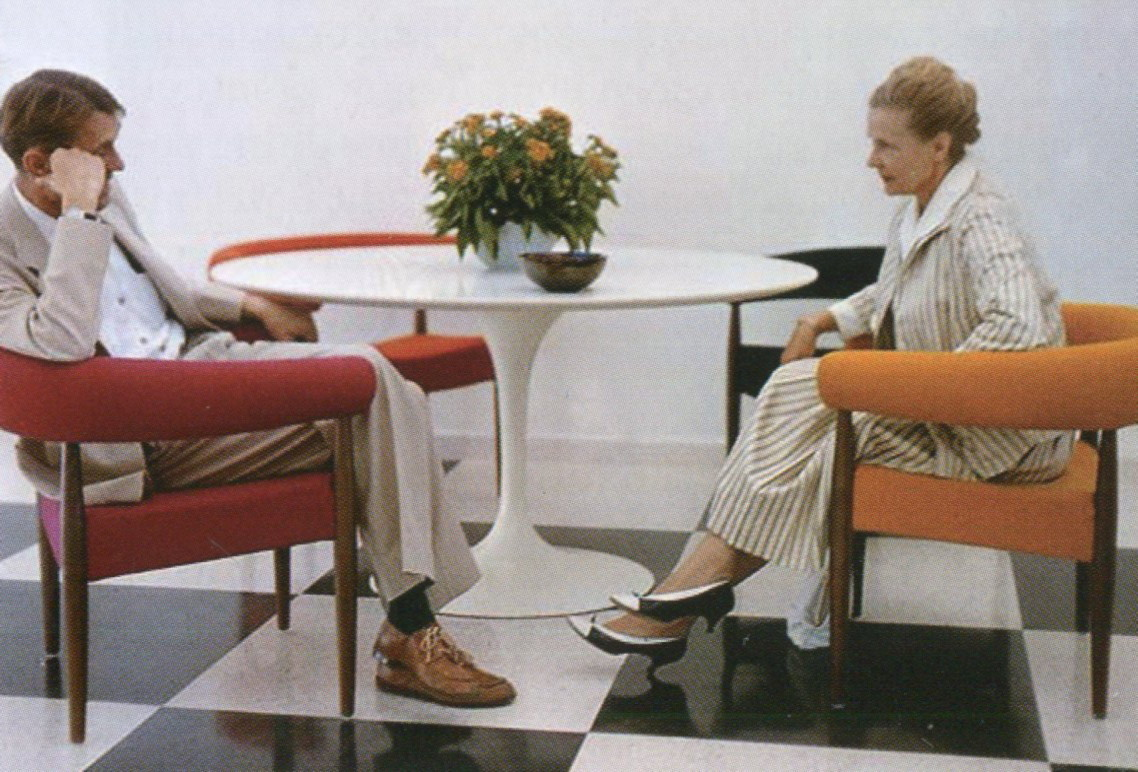
Sune Lindström och Alva Myrdal på ambassaden i New Delhi.

| Namn                | Period    | Funktion          | Anmärkning                                                                      |
| ------------------- | --------- | ----------------- | ------------------------------------------------------------------------------- |
| Gunnar Jarring      | 1948–1951 | Envoyé            | Sidoackrediterad till Colombo (från 1950).                                      |
| Per Wijkman         | 1951–1955 | Envoyé            | Sidoackrediterad till Colombo.                                                  |
| Alva Myrdal         | 1955–1956 | Envoyé            | Sidoackrediterad till Rangoon och Colombo.                                      |
| Alva Myrdal         | 1956–1961 | Ambassadör        | Sidoackrediterad till Rangoon (till 1959), Colombo och Katmandu (1960–1961).    |
| Klas Böök           | 1961–1965 | Ambassadör        | Sidoackrediterad till Rangoon, Colombo och Katmandu.                            |
| Gunnar Heckscher    | 1965–1970 | Ambassadör        | Sidoackrediterad till Colombo och Katmandu.                                     |
| Axel Lewenhaupt     | 1970–1975 | Ambassadör        | Sidoackrediterad till Colombo och Katmandu.                                     |
| Lennart Finnmark    | 1975–1983 | Ambassadör        | Sidoackrediterad till Dhaka (1975–1977) samt Colombo och Kathmandu (1975–1983). |
| Torsten Örn         | 1978–1979 | Chargé d’affaires |                                                                                 |
| Axel Edelstam       | 1983–1987 | Ambassadör        | Sidoackrediterad till Colombo, Kathmandu och Thimphu.                           |
| Örjan Berner        | 1987–1989 | Ambassadör        | Sidoackrediterad till Colombo, Kathmandu och Thimphu.                           |
| Pär Kettis          | 1989–1994 | Ambassadör        | Sidoackrediterad till Colombo, Kathmandu och Thimphu.                           |
| Karl-Göran Engström | 1994–2000 | Ambassadör        | Sidoackrediterad till Colombo, Kathmandu och Thimphu.                           |
| Johan Nordenfelt    | 2000–2004 | Ambassadör        |                                                                                 |
| Inga Eriksson Fogh  | 2004–2006 | Ambassadör        |                                                                                 |
| Lars-Olof Lindgren  | 2007–2012 | Ambassadör        | Sidoackrediterad till Colombo.                                                  |
| Harald Sandberg     | 2012–2017 | Ambassadör        |                                                                                 |
| Klas Molin          | 2017–2022 | Ambassadör        |                                                                                 |
| Jan Thesleff        | 2022–idag | Ambassadör        |                                                                                 |